# Louis Frédéric Berger
Louis Frédéric Berger (* 29. März 1793 in Neuenburg; † 27. oder 28. März 1857 auf dem Mittelmeer) war ein Schweizer evangelischer Geistlicher und Politiker.

## Leben

### Familie
Louis Frédéric Berger war der Sohn des Gärtners Jean François Berger und dessen Ehefrau Catherine (geb. Cherboin).
Er war verheiratet mit Charlotte, Tochter von Alexandre Porta.

### Werdegang
1815 wurde Louis Frédéric Berger ordiniert und kandidierte, allerdings vergeblich, für den Lehrstuhl für Philosophie an der Akademie Lausanne. Danach war er als Pfarrer an der Schweizerkirche in London beschäftigt, wurde 1826 Hilfsprediger der Französischen Kirche in Frankfurt am Main und war von 1827 bis 1834 Pfarrer in Provence im Kanton Waadt.
1834 wurde er Mitglied des Erziehungsrates und gehörte von 1835 bis 1839 dem Grossen Rat des Kantons Waadt an.
Den Erziehungsrat verliess er 1845 während der Waadtländer Revolution und trat gleichzeitig auch aus der Staatskirche aus; danach engagierte er sich in der Schweizerischen Gemeinnützigen Gesellschaft und in jener des Kanton Waadt.
Er war sehr interessiert an der Emigration und wollte sich in Algerien vom Schicksal der Kolonisten, die mehrheitlich aus den Kantonen Tessin, Aargau, Waadt und Wallis stammten und vor allem im Tabak- und Rebbau sowie im Handel tätig waren, ein persönliches Bild machen, starb aber während der Reise.

### Schriftstellerisches Wirken
1817 verfasste Louis Frédéric Berger seine Dissertation Quelles sont les qualités nécessaires à l’historien de la philosophie? und 1836 veröffentlichte er eine Schrift zur allgemeinen Situation der Armut im Kanton Waadt und schlug darin einige Mittel zur Armutsbekämpfung vor. 1844 legte er einen Bericht zur Gründung einer Bank im Kanton Waadt vor.

## Schriften (Auswahl)
- Quelles sont les qualités nécessaires à l’historien de la philosophie? Lausanne 1817.
- Du paupérisme dans le canton de Vaud. Lausanne 1836.
- Rapport au Comité de la Société vaudoise d’industrie sur l’établissement d’une Banque dans le canton de vaud. Lausanne 1844.